# Wiara.pl
wiara.pl – katolicki serwis internetowy poświęcony informacjom dotyczącym religii, przede wszystkim chrześcijaństwa. Portal jest własnością Wydawnictwa Kurii Metropolitalnej „Gość Niedzielny” w Katowicach (archidiecezja katowicka). Serwis był notowany w rankingu Alexa na miejscu 124 126.

## O wiara.pl
Portal został założony 3 lipca 2001. Na jego stronach publikowane są informacje dotyczące Kościoła katolickiego, życia społecznego a nawet polityki. Treściowo podzielony jest na szereg działów:
- Biblia
- Ekumenizm
- Kościół, powołanie
- Liturgia
- Papież
- Religie
- Gość Niedzielny (podstrona tygodnika Gość Niedzielny)
- Mały Gość Niedzielny (podstrona miesięcznika Mały Gość Niedzielny)
- Informacje
- Nauka
- Kultura
- Prasa

Portal posiada również własny czat, forum internetowe oraz system do blogowania. Na jego stronach znaleźć można informacje dotyczące ostatnich wydarzeń z życia Kościoła w Polsce i na świecie.

## Redakcja
Portal redagują duchowni i świeccy. Redaktorem naczelnym jest Andrzej Macura. Pozostali redaktorzy to: Krzysztof Błażyca, Jan Drzymała, Piotr Drzyzga, Joanna Kociszewska, ks. Adam Sekściński, Aleksandra Kozak, ks. Włodzimierz Lewandowski, Adam Śliwa oraz ks. Tomasz Schabowicz.